# WorldShift
WorldShift (рус. Мировой сдвиг) — компьютерная игра, научно-фантастическая тактическая ролевая игра, созданная болгарской фирмой Black Sea Studios, ранее выпустившей игру Knights of Honor.

## Сюжет
В 21-м веке, астрономы выяснили, что к Земле летит астероид колоссальных размеров, врезавшийся в планету на северо-востоке Сибири. Возвышающийся над тайгой астероид генерировал загадочное поле, впоследствии названное «чумой». Находившиеся поблизости живые существа, растения и даже неодушевленные предметы начали непредсказуемо меняться. «Чума» непрерывно распространялась, и вскоре нашу планету стало трудно узнать.
Привычная научно-техническая цивилизация сохранилась лишь в нескольких городах-крепостях. Остальные территории заселили племена мутировавших людей, которые получили таинственные способности и Культ - таинственная инопланетная раса.

## Геймплей
В WorldShift, нет древа технологического развития с апгрейдами; вместо этого игрок может находить и захватывать различные артефакты, которые могут кардинально поменять тактику и геймплей. Игрок не имеет возможности возводить здания и строить юнитов, которые представлены в 2 видах: сильными офицерами и обычными солдатами. Многие из них имеют силу, которую игрок может потратить на исполнение специальных приёмов, например заклинания, лечение или сильную атаку.
Разработчики сделали упор на возможностях кооперативной игры и многопользовательской части игры.

## Рецензии
Игру в основном ожидал тёплый приём у критиков.
Крупнейший российский портал игр Absolute Games поставил игре 55 %. Обозреватель отметил превосходную графику и саундтрек. К недостаткам были отнесены слабый сюжет и игровой процесс. Вердикт: «Из интересной концепции MMORTS вышел хороший мыльный пузырь. Слабый «сингл», полупустой и, признаться, не слишком затягивающий мультиплеер, бестолковая и запутанная «прокачка»… У любителей RTS есть Warhammer 40,000: Dawn of War, фанатам MMORPG живется не хуже, этот жанр сегодня тоже на подъёме. На что рассчитывала Black Sea Studios, пуская свой хрупкий кораблик на черноморские волны?».
Журнал Игромания поставил игре 7.5. баллов из 10-ти, сделав следующее заключение: «В общем, играть или не играть в одиночную кампанию WorldShift — зависит исключительно от вашего стратегического голода. Сделано тут все на достаточно качественном уровне, но без откровений. Мы голосуем за мультиплеер — там вас действительно ждет кое-что интересное».
Страна Игр поставила игре 6.5 из 10-ти баллов. К достоинствам игры были отнесены оригинальность игрового мира, а к недостаткам - скучный геймплей и сюжет. Вердикт: «Игра могла бы стать шедевром, это точно, если бы авторы задумались о том, какой выбор стоит перед игроком, а не просто намешали принципы разных жанров, надеясь, что получится винегрет, дескать, это блюдо «все любят». Вышел не винегрет, а то, что бывает, если в чай для сытности крошат колбасу».